# Bowlesia ruiz-lealii
Bowlesia ruiz-lealii là một loài thực vật có hoa trong họ Hoa tán. Loài này được Mathias & Constance mô tả khoa học đầu tiên năm 1965.